# Supercopa do Brasil 2022
In 2022 werd de vijfde Supercopa do Brasil gespeeld tussen landskampioen en de bekerwinnaar. De competitie werd georganiseerd door de CBF. De wedstrijd werd gespeeld op 20 februari 2022 en werd voor de eerste keer gewonnen door Atlético Mineiro door de strafschoppenreeks met 8–7 te winnen van Flamengo.

## Deelnemers
| Club             | Gekwalificeerd als                           | Deelnames |
| ---------------- | -------------------------------------------- | --------- |
| Atlético Mineiro | Kampioen Série A 2021 en Copa do Brasil 2021 | 1ste      |
| Flamengo         | Vicekampioen Série A 2021                    | 4de       |

## Wedstrijd
|                                | |       | |                                                                              |
| 20 februari 2022 16:00 (UTC−3) | Atlético Mineiro                                                                                             | 2 – 2 | Flamengo | Arena Pantanal, Cuiabá Toeschouwers: 32.028 Scheidsrechter: Anderson Daronco |
| 20 februari 2022 16:00 (UTC−3) | Nacho Fernández 44' Hulk 74'                                                                                 |       | 55' Gabriel 63' Bruno Henrique                                                                                            | Arena Pantanal, Cuiabá Toeschouwers: 32.028 Scheidsrechter: Anderson Daronco |
| 20 februari 2022 16:00 (UTC−3) | Strafschoppen                                                                                                |       | | Arena Pantanal, Cuiabá Toeschouwers: 32.028 Scheidsrechter: Anderson Daronco |
| 20 februari 2022 16:00 (UTC−3) | Hulk Nacho Fernández Ademir Guilherme Arana Eduardo Vargas Guga Jair Everson Nathan Silva Mariano Godín Hulk | 8 - 7 | Lázaro Vitinho Diego David Luiz Gabriel Willian Arão João Gomes Matheuzinho Léo Pereira Fabrício Bruno Hugo Souza Vitinho | Arena Pantanal, Cuiabá Toeschouwers: 32.028 Scheidsrechter: Anderson Daronco |

| Atlético-MG | Flamengo |

## Kampioen
| Supercopa do Brasil de 2022          |
| Minas Gerais                         |
| ------------------------------------ |
| Atlético Mineiro Kampioen (1° titel) |

1990 · 1991 · 1992-2019 · 2020 · 2021 · 2022 · 2023 · 2024